# Венера в хутрі (фільм, 2013)
Венера в хутрі (фр. La Vénus à la fourrure) — французька камерна комедійна кінодрама сценариста і режисера Романа Полянського за однойменною п'єсою сучасного американського драматурга Девіда Айвза, яка заснована на знаменитій повісті австрійського письменника Захер-Мазоха «Венера в хутрі». Зйомки відбувалися в Парижі у театрі Рекам'є (Théâtre Récamier).
Ролі в картині виконали Матьє Амальрік і Еммануель Сеньє, дружина Романа Полянського. Світова прем'єра фільму відбулася на 66-му Каннському кінофестивалі 25 травня 2013, на якому він був представлений в основному конкурсі. У січні 2014 фільм висунули на здобуття кінопремії «Сезар» у шести номінаціях, однак, фільм отримав премію тільки за найкращу режисуру.

## Сюжет
Томас (Матьє Амальрік), режисер та сценарист камерної театральної п'єси для двох акторів на основі роману дев'ятнадцятого століття «Венера в хутрі», безуспішно шукає артистку на роль Ванди. В один з вечорів, коли всі претендентки були забраковані, до зали театру вбігає Ванда (Еммануель Сеньє), яка стверджує що запізнилася. Впевнена у собі, напориста і дещо вульгарна актриса намагається переконати режисера, що ця роль належить саме їй і він погоджується її прослухати. Оскільки всі давно уже розійшлися, режисер змушений сам грати роль покірного партнера. Починається театральний діалог, у якому межі між театральними персонажами і реальними людьми поступово стираються…

## Навколо фільму
Якщо виконавиця ролі Ванди була відома відразу, то над виконавцем чоловічої ролі Полянський думав довше. З Амальріком режисера познайомив нинішній голова журі основного конкурсу Каннського кінофестивалю Стівен Спілберг.
| Амальрік - чудовий актор, до того ж і сам він режисер, так що все розуміє. Він благородний, інтелігентний і правильного віку. У нього були всі шанси, щоб зробити успішною цю роль | — розповів Полянський.